# Бхаса
Бхаса (кін. III — поч. II ст. до н. е. або III ст. н. е.) — один із найдавніших індійських драматургів, що складав твори санскритом.

## Життя та творчість
Відомості про нього обмежені. Навіть залишається дискусійний період його життя: за однією версією відноситься до кінця II та початку I ст. до н. е. (періоду Маур'їв), за іншою версією — I—II ст. н. е. Разом з тим аналіз мови Бхаси свідчить про належність його до V ст.Winternitz, Maurice; Winternitz, Moriz (1985), History of Indian Literature, Motilal Banarsidass, pp. 204—205, ISBN 978-81-208-0056-4 Водночас низка дослідників вважає, що твори Бхаси стали відомими лише в VII ст. Найраніша письмова згадка про Бхасу відноситься до IV—V ст., де в пролозі до п'єси Калідаси «Малавіка і Агнімітра» паріпаршвака (помічник голови театральної трупи) вихваляє талант Бхаси.
Рукописи 13 п'єс Бхаси були знайдені в старій бібліотеці у Тируванантапурамі (Тривандрамі) у 1909 і 18910 роках ученим Т.Ганапаті Шастрі. Це «Свапна Васавадаттам» або «Свапнавасадатта» («Мрія Васавадатти»), «Панчаратра» і «Пратіжна Яугандхараяанам» («Обітниця Яугандхараяни»). Іншими п'єсами є «Пратіманатака», «Абхішеканатака», «Балачаріта», «Дутавакйа», «Карнабхара», «Дутагхатоткача», «Чарудатта», «Мадхьямавьяйога» та «Урубханга». Більшість з них беруть тему з індійських епосів «Магабхарати» та «Рамаяни».
Протягом 1912—1915 років їх було видано в Тривандрамійський санскритській серії, внаслідок чого вони дістали назву «Тривандрамський цикл». Чотирнадцяту п'єсу знайшли пізніше і приписали Бхасі, але насправді її авторство є спірним.
Ранньосередньовічний поет Раджашекхара називав п'єсу «Свапна Васавадаттам» найкращим твором Бхаси. «Карнабхара» — це розкритикована п'єса, що є об'єктом експериментів для сучасних театральних груп Індії.

## Авторство
Авторство надається Бхасі на основі схожих особливостей: своєрідна форма пролога; відсутність прорачани (повідомлення про п'їсу та її автора); п'єси короткі в порівнянні з пізнішими творами індійських драматургів; наявність однієї бгаратавак'ї (заключного благословіння) з невеличкими варіаціями; дія відбувається швидко, порушуючи заборону «Натья-шастри» на зображення сцен насильства, смерті, сну; застосування архаїчних пракритів.
Втім про авторства п'єс виступали А. Кришна Пішароті та А. Рама Пішароті, історики керальського театру Кудіяттам. Вони розглядають ці твори як результат компіляції та адаптації старовинних санскритських п'єс різними авторами. Ці критики відносять п'єси до VIII ст., які спеціально створили для Кудіяттаму.
На противагу цьому Германом Тікеном було доведено належність п'єс більш ранньому періоду, схожість їх з давньоіндійськими творами, зокрема Шудраки, а також тамільською поезією періоду Санграм. Втім лише п'єсу «Свапна Васавадаттам» однозначно приписують Бхасі. П'єси, пов'язані з епосами, залишаються дискусійними щодо авторства.